# Щербаківський Михайло Пилипович
Миха́йло Пили́пович Щербакі́вський ( 1850 — †1920), священик парафії Різдва Пресвятої Богородиці села Спичинці Сквирського повіту Київської губернії протягом 1876-1914 років, батько Вадима і Данила Щербаківських.

## Життєпис
Народився 22 листопада 1850 року у селі селі Крилівка Сквирського повіту Київської губернії в родині д'ячка. Дитинство провів у селі Ярешки того ж повіту, куди був переведений його батько. Закінчив курс у Київський духовній семінарії. Користувався повагою в українських творчих та наукових колах того часу. Так, у селі Шпиченці приїздили до отця Михайла Тадей Рильський, академік Микола Федотович Біляшівський, редактор газети «Рада» Мефодій Павловський, художник Василь Кричевський. У Києві він зустрічався з родиною Грушевських, Андрієм Свенціцьким. Близько пов'язаний з Старою Громадою, особливо з Тадеєм Рильським, на похороні якого промовляв українською мовою (1902). Співробітник «Киевской старины» («Детский Эдем деревенского мальчика. ..», 1872); статті підписував ініціалами М. Щ.
Він був доброчинником і меценатом. У селі Шпичинці відбудував церкву, побудував школу, клуб-читальню для селян. Створив дитячий хор у школі. У всі ці доброчинства вкладав власні кошти і сили. На жаль, дуже мало збереглося подарованих Михайлом Пилиповичем речей київським музеям, проте кайма напрестольної сорочки, порцеляна, дерев'яна ковганка збереглися у фондах Державного музею українського народного декоративного мистецтва.
Помер у 1920 році (за даними Державного музею українського народного декоративного мистецтва — у 1919 р.).

## Родина
Батько - Щербаківський Пилип Трофимович (1827), син д'ячка, дослужився до диякона церкви села Ярешки Сквирського  повіту Київської губернії.
Мати - Тетяна Автономівна Шеремецинська (1829), дочка священника.
Дружина - Феодосія Флорівна Матушевська, дочка священника села Шпичинці (одружилися 13 жовтня 1874 року у селі Шпичинці).
Діти: Вадим ( народився 1876 року), Данило (народився 1877 року), Зина (народилася 1879 року), Євгенія (народилася 1881 року).